# Рокци (Ивањица)
Рокци су насеље у Србији у општини Ивањица у Моравичком округу. Према попису из 2022. било је 305 становника (према попису из 1991. било је 550 становника).
Овде се налазе Палибрчки крајпуташи.

## Демографија
У насељу Рокци живи 392 пунолетна становника, а просечна старост становништва износи 42,9 година (42,3 код мушкараца и 43,5 код жена). У насељу има 150 домаћинстава, а просечан број чланова по домаћинству је 3,20.
Ово насеље је великим делом насељено Србима (према попису из 2002. године), а у последња три пописа, примећен је пад у броју становника.
|  |

| Демографија | Демографија | Демографија |
| Година      | Становника  | Становника  |
| ----------- | ----------- | ----------- |
| 1948.       | 770         |             |
| 1953.       | 803         |             |
| 1961.       | 850         |             |
| 1971.       | 744         |             |
| 1981.       | 653         |             |
| 1991.       | 550         | 548         |
| 2002.       | 480         | 481         |

| Етнички састав према попису из 2002.‍ | Етнички састав према попису из 2002.‍ | Етнички састав према попису из 2002.‍ | Етнички састав према попису из 2002.‍ | Етнички састав према попису из 2002.‍ |
| ------------------------------------ | ------------------------------------ | ------------------------------------ | ------------------------------------ | ------------------------------------ |
|                                      |                                      |                                      |                                      |                                      |
| Срби                                 | Срби                                 |                                      | 468                                  | 97,5%                                |
| Југословени                          | Југословени                          |                                      | 10                                   | 2,08%                                |
| непознато                            | непознато                            |                                      | 2                                    | 0,41%                                |

| Година пописа     | 1948. | 1953. | 1961. | 1971. | 1981. | 1991. | 2002. |
| ----------------- | ----- | ----- | ----- | ----- | ----- | ----- | ----- |
| Број домаћинстава | 119   | 120   | 155   | 166   | 165   | 165   | 150   |

| Број чланова      | 1  | 2  | 3  | 4  | 5  | 6  | 7 | 8 | 9 | 10 и више | Просек |
| ----------------- | -- | -- | -- | -- | -- | -- | - | - | - | --------- | ------ |
| Број домаћинстава | 29 | 43 | 20 | 21 | 12 | 17 | 6 | 1 | 1 | 0         | 3,20   |

| Пол    | Укупно | Неожењен/Неудата | Ожењен/Удата | Удовац/Удовица | Разведен/Разведена | Непознато |
| ------ | ------ | ---------------- | ------------ | -------------- | ------------------ | --------- |
| Мушки  | 204    | 59               | 131          | 10             | 4                  | 0         |
| Женски | 203    | 31               | 132          | 35             | 5                  | 0         |
| УКУПНО | 407    | 90               | 263          | 45             | 9                  | 0         |

| Пол    | Укупно                    | Пољопривреда, лов и шумарство | Рибарство                            | Вађење руде и камена | Прерађивачка индустрија       |
| ------ | ------------------------- | ----------------------------- | ------------------------------------ | -------------------- | ----------------------------- |
| Мушки  | 143                       | 92                            | 0                                    | 0                    | 25                            |
| Женски | 143                       | 111                           | 0                                    | 0                    | 26                            |
| УКУПНО | 286                       | 203                           | 0                                    | 0                    | 51                            |
| Пол    | Производња и снабдевање   | Грађевинарство                | Трговина                             | Хотели и ресторани   | Саобраћај, складиштење и везе |
| Мушки  | 1                         | 16                            | 5                                    | 1                    | 2                             |
| Женски | 0                         | 1                             | 2                                    | 0                    | 0                             |
| УКУПНО | 1                         | 17                            | 7                                    | 1                    | 2                             |
| Пол    | Финансијско посредовање   | Некретнине                    | Државна управа и одбрана             | Образовање           | Здравствени и социјални рад   |
| Мушки  | 0                         | 0                             | 0                                    | 1                    | 0                             |
| Женски | 0                         | 0                             | 0                                    | 1                    | 1                             |
| УКУПНО | 0                         | 0                             | 0                                    | 2                    | 1                             |
| Пол    | Остале услужне активности | Приватна домаћинства          | Екстериторијалне организације и тела | Непознато            | Непознато                     |
| Мушки  | 0                         | 0                             | 0                                    | 0                    | 0                             |
| Женски | 1                         | 0                             | 0                                    | 0                    | 0                             |
| УКУПНО | 1                         | 0                             | 0                                    | 0                    | 0                             |